# Feihyla
Feihyla – rodzaj płazów bezogonowych z podrodziny Rhacophorinae w rodzinie nogolotkowatych (Rhacophoridae).

## Zasięg występowania
Rodzaj obejmuje gatunki występujące w południowej Chińskiej Republice Ludowej (Tybetański Region Autonomiczny, Junnan, Kuejczou, Kuangsi i Hajnan), Wietnamie, na Borneo, Jawie i Sumatrze, w północno-wschodnich Indiach (Arunachal Pradesh, Asam, Manipur, Nagaland, Mizoram i Tripura), na Andamanach, w Bangladeszu (prowincja Srihotto), Mjanmie, Tajlandii, Laosie, Kambodży i Malezji.

## Systematyka

### Etymologia
Feihyla: Liang Fei (ur. 1936), chiński herpetolog; rodzaj Hyla Laurenti, 1768.

### Podział systematyczny
Do rodzaju należą następujące gatunki:
- Feihyla baladika (Riyanto & Kurniati, 2014)
- Feihyla fuhua Fei, Ye & Jiang, 2010
- Feihyla hansenae (Cochran, 1927)
- Feihyla inexpectata (Matsui, Shimada & Sudin, 2014)
- Feihyla kajau (Dring, 1983)
- Feihyla marginis (Chan, Grismer, Anuar, Quah, Grismer, Wood, Muin & Ahmad, 2011)
- Feihyla nauli (Riyanto & Kurniati, 2014)
- Feihyla palpebralis (Smith, 1924)
- Feihyla punctata (Wilkinson, Win, Thin, Lwin, Shein & Tun, 2003)
- Feihyla samkosensis (Grismer, Neang, Chav & Holden, 2007)
- Feihyla senapatiensis (Mathew & Sen, 2009)
- Feihyla shyamrupus (Chanda & Ghosh, 1989)
- Feihyla vittata (Boulenger, 1887)
- Feihyla vittiger (Boulenger, 1897)
- Feihyla wuguanfui (Liu, Huang, Stuart, Ai, Bernstein, Suwannapoom, Chomdej, Che & Yuan, 2023)